# 茹法亮
茹法亮（435年—498年），吴兴郡武康县（今浙江省德清县西）人，中国南北朝时南齐的权臣。刘宋、南齐之间，数次任典签帅，握有重权。
茹法亮出身小官，从事斋干、扶持等低贱的职业。南朝宋大明年间，他以小吏身份起家，历任多位权贵的近臣。宋孝武帝末年，朝廷颁布酒法，从各地选拔出一百八十人组成“校猎”（负责巡查执法的人员），这些人在江南地区缉拿违法者时，滥用鞭刑等过度刑罚。茹法亮因惧怕此事，依靠关系出家为道士。宋明帝初年，他还俗，侍奉阮佃夫，在兖州刺史孟次阳手下担任典签。积累了一定阅历后，他转至萧道成麾下，担任冠军府行参军。昇明二年（478年），萧道成之子萧赜驻军湓城，茹法亮在其手下担任江州典签，后被任命为南台御史，兼任松滋县令。由于他执行力强、应对迅速，深得萧赜信任。昇明三年（479年），他跟随萧赜进入石头城。齐朝建立，建元初年，萧赜被立为皇太子，茹法亮转任东宫主书，获奉朝请之位，后又被任命为东宫通事舍人。萧赜即位为齐武帝后，茹法亮担任中书通事舍人（中书舍人），获员外郎之位，兼任南济阴郡太守。他与吕文度、吕文显等人结盟，一同侍奉武帝，权势显赫，在很多公卿之上。太尉王俭曾时常感叹：“我虽身居高位，但若论掌握实权，却比不上茹公。”永明元年（483年），茹法亮获封龙骧将军。永明二年（484年），被封为望蔡县男，后转任给事中、羽林监。永明七年（489年），他被任命为临淮郡太守，同时在竟陵王萧子良手下担任司徒中兵参军。永明八年（490年），巴东王萧子响在荆州杀害部下，武帝派遣军队西进平乱，同时命令茹法亮前往安抚萧子响。茹法亮抵达江津后，萧子响多次想召见他，他却因猜疑恐惧而不肯前往。萧子响请求查看武帝的诏书，茹法亮也拒不送达。此事激怒了萧子响，他派兵击败了尹略的军队。萧子响之乱被平定后，茹法亮进入江陵，以武帝敕命为名，擅自决定对叛乱者的处罚和对有功者的奖赏。军队凯旋后，武帝虽因后悔处死萧子响而斥责了茹法亮，但不久后便恢复了对他的信任。茹法亮的府邸宽敞壮丽，其奢华程度堪比武帝的中宫延昌殿。后来府中又修建了鱼池、钓台，通过填土将馆舍建为高楼，回廊长度近一里。府中庭院的竹林、花卉之美，甚至超过了皇家园林。永明十一年（493年），萧昭业即位后，任命茹法亮为步兵校尉。延兴元年（494年），他获封前军将军。永泰元年（498年），王敬则之乱被平定后，茹法亮奉齐明帝之命前往各郡安抚民心，却未能成功。萧宝卷即位后，任命他为大司农，但他因不愿放弃有权势的中书省职位而坚决推辞。然而此时原职位已被他人占据，茹法亮只得含泪接受大司农之职，最终在任上去世，享年六十四岁。

## 延伸阅读
[在维基数据编辑]
 《南齊書·卷56》，出自萧子显《南齊書》